# Circunscripción electoral

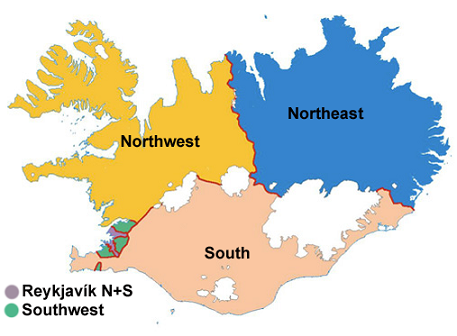
Una circunscripción electoral, distrito electoral o distrito legislativo es una subdivisión definida establecida territorial para elegir miembros a un cuerpo legislativo.

Una circunscripción electoral, distrito electoral o distrito legislativo es una subdivisión territorial definida establecida para elegir miembros a un cuerpo legislativo. Generalmente, solo los votantes (constituyentes) que residen dentro del distrito tienen permitido votar en una elección celebrada allí. Desde un solo distrito, se puede elegir a un único miembro o a varios miembros. Los miembros pueden ser elegidos por un sistema representativo mayoritario, segunda vuelta, un sistema electoral proporcional u otro método de votación. Los miembros pueden ser elegidos a través de una elección directa bajo sufragio universal, una elección indirecta u otra forma de sufragio. Derivado de la dinámica natural de la demografía, las circunscripciones cambian con el tiempo: crecen, decrecen, se juntan, se dividen, se crean nuevas o desaparecen. A causa de esta variación se hace necesario revisar periódicamente el equilibrio poblacional en los distritos electorales.
La tarea de definir distritos electorales no es sencilla, pues implica tomar en consideración diversos aspectos sociales, económicos, cuestiones legales, complejos aspectos metodológicos y técnicos que eviten los sesgos que puedan generar de forma involuntaria inequidad electoral.
Como ha señalado el politólogo de la Universidad de Barcelona Xavier Torrens, «no debe confundirse el tamaño de una circunscripción con su extensión territorial o su volumen demográfico. Se llama tamaño o magnitud de una circunscripción al número de escaños asignados a la misma. Las circunscripciones pueden ser clasificadas, atendiendo a su magnitud, como uninominales y plurinominales».

## Tipos de circunscripciones electorales
- Las circunscripciones uninominales son aquellas que eligen un solo diputado. Usado para las elecciones legislativas de Australia, Estados Unidos (Congreso federal y legislaturas estatales), Canadá, Reino Unido, Francia (segunda vuelta electoral) y la India. Suelen coincidir con los sistemas electorales mayoritarios.
- Las circunscripciones plurinominales «son aquellas que eligen dos o más escaños. Una variante de este segundo tipo, es la circunscripción única, donde el electorado de todo el territorio estatal es considerado como única circunscripción electoral (Israel y Holanda tienen circunscripción única, al igual que la mayoría de los países en las elecciones al Parlamento Europeo; entre ellos España)».[2] Suelen coincidir con los sistemas electorales proporcionales. De hecho cuanto mayor sea el número de escaños asignados a una circunscripción, mayor será la proporcionalidad entre el número de votos y el número de escaños.[3]

En algunos países, se solapan dos niveles de circunscripciones (aunque puede haber más de dos): el que contienen las circunscripciones del conjunto del territorio (generalmente uninominales) y una circunscripción única (plurinominal) por lo que el reparto de escaños se realiza en dos fases sucesivas y en dos instancias distintas. Este sistema se denomina de representación proporcional personalizada, que según Xavier Torrens, no se debe considerar como un sistema electoral mixto «cuando en verdad los escaños se reparten de forma proporcional». Este sistema de representación proporcional personalizada lo tienen Alemania, Islandia, Dinamarca, Suecia, Austria, Grecia, Bélgica, Noruega e Italia.

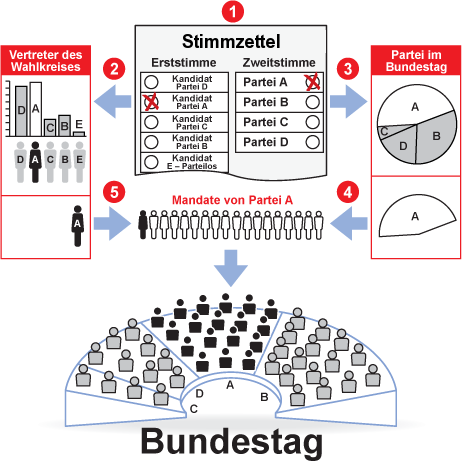
Reparto de escaños en el Bundestag según el sistema electoral de Alemania con dos niveles de circunscripciones.

En Alemania el elector emite dos votos en la papeleta (Stimmzetel). El primero (Erststimme) es a una candidatura unipersonal en una de las 229 circunscripciones uninominales del país; el segundo (Zweitstimme) es a una lista cerrada y bloqueada del Land. Este segundo voto es el que determina el porcentaje de escaños que le corresponde a cada partido en el Bundestag según una determinada fórmula electoral. Si el partido ha obtenido en el nivel de las circunscripciones uninominales (Verteter des Wahlkreises) menos porcentaje de escaños que el que ha obtenido en la circunscripción única nacional, se le añaden hasta alcanzar ese porcentaje. Sin embargo, si obtiene más escaños los conserva y esto es lo que explica que el número de escaños del Bundestag varíe en cada elección. Como señala Xavier Torrens, «hay que mantener la proporción global de todos los partidos y, por ello, hay que compensar a los partidos hasta lograr que el Parlamento alemán refleje en escaños el porcentaje de votos correspondiente a cada partido». Por otro lado la barrera legal para entrar en el Bundestag es relativamente alta, el 5 % (o haber obtenido tres escaños mediante el primer voto o Erststimme).

## Efectos de la magnitud de las circunscripciones
Para determinar los efectos que ejercen las circunscripciones es muy importante tomar en cuenta su magnitud, es decir el número de representantes que se eligen por circunscripción. Si dejamos de lado la posible influencia que los otros elementos configuradores del sistema electoral ejercen sobre los resultados electorales, las distintas magnitudes de las circunscripciones electorales producen el efecto siguiente: cuanto mayor es la circunscripción, mayor es la proporcionalidad. Por el contrario, la elección en circunscripciones pentanominales e incluso más pequeñas, es una elección mayoritaria (del tipo de los sistemas electorales que establecen mayorías). Los cambios en los tamaños de las circunscripciones electorales pueden implicar, en consecuencia, un cambio del tipo de sistema electoral.
El tamaño de la circunscripción electoral tiene que ver también con la relación entre los votantes y el o los elegido(s) en términos de una mayor o menor proximidad, de un mayor o menor grado de conocimiento entre uno y otro. Así, se le puede atribuir al voto un significado más o menos personal, es decir de confianza en una persona, o de un voto ideológico en favor de un partido político, su oferta ideológica y pragmática, en el caso de listas de partidos o agrupaciones. De esta manera, el tipo de circunscripción influye también en la estructura de los partidos políticos y en el significado que tienen los partidos políticos en la representación política.

## Efectos de la división geográfica de las circunscripciones
Un problema muy debatido políticamente es la distribución geográfica de las circunscripciones electorales. La división de un territorio electoral en circunscripciones puede hacerse desde los puntos de vista más diversos. Las consideraciones de orden histórico, administrativo y geográfico constituyen criterios ciertamente importantes. La historia de las elecciones, sin embargo, abunda en ejemplos que demuestran cómo también división en circunscripciones electorales es el resultado de causas netamente políticas. Por regla general, lo más importante para conocer los factores causantes de los sesgos en la representación política, es saber si subyace una «clave de representación» en la división del territorio electoral en circunscripciones electorales. La cuestión es, por lo tanto, saber si en todas las circunscripciones existe la misma relación entre el número de electores o de habitantes y los escaños. Únicamente los procedimientos de escrutinio que prevén la concesión de un escaño por un número determinado de votos, los sistemas de representación proporcional con igualación de escaños a escala nacional y los sistemas de distrito único son inmunes a las desigualdades que se producen con base en la división de las circunscripciones electorales. (Nohlen, 2000).
Se debe distinguir entre formas activas y pasivas de diferenciación en la representación política. La forma activa la encontramos, por ejemplo, en disposiciones, incluso constitucionales, que establecen un cierto número de escaños para cada circunscripción. Esta normativa produce muchas veces un sesgo de representación en favor de las circunscripciones pequeñas que se encuentran en las regiones menos pobladas (agrarias, de preferencias conservadoras) del país. La forma pasiva corresponde a la omisión de un nuevo reparto de las circunscripciones como adaptación al desarrollo demográfico.
Si a los efectos producidos por la manipulación de la clave de representación se añaden los efectos producidos por diferentes magnitudes de las circunscripciones, pueden producirse, entonces, distorsiones importantes en la representación política.
La forma de geometría electoral manipulada se conoce con el nombre de gerrymandering. El concepto se remonta a Gerry, quien consiguió recortar una circunscripción a su medida en la ciudad de Boston, parecida a una salamandra. El gerrymandering implica el arreglo intencionado, no accidental, de los límites de las circunscripciones electorales según la dispersión geográfica del electorado de un candidato o de un partido, sin tener que manipular necesariamente la clave de representación.
En los sistemas electorales mayoritarios cuya base comúnmente es la circunscripción uninominal, las comisiones de distritación (Boundary Commissions) que vigilan la correspondencia adecuada entre población y circunscripciones electorales y que tienen a cargo, si es necesario, el nuevo trazado de las circunscripciones, se han convertido en instituciones importantes para asegurar unas elecciones constitucionalmente irreprochables, siempre que tengan plena autonomía y facultades de imponer criterios de imparcialidad (véase Johnston 1999).[cita requerida]

## Sistemas electorales mayoritarios y proporcionales
Suelen coincidir, aunque no siempre, de un lado, la circunscripción uninominal y las fórmulas mayoritarias, y de otro lado, la circunscripción plurinominal y las fórmulas proporcionales. En favor de las circunscripciones uninominales, se aduce el mayor acercamiento y responsabilidad política del representante al electorado para asegurar su reelección y un mejor reconocimiento de los candidatos por parte de los votantes, la densidad de población de una circunscripción también influye en la cercanía. En su contra, se afirma que propicia el gerrymandering. Acerca de las circunscripciones plurinominales, se plasman argumentaciones en sentido contrario.
Cuanto más elevado sea el número de escaños asignado a una circunscripción, más precisión habrá en la proporcionalidad del sistema electoral (Mackenzie, 1962)[cita requerida], mientras el resto de elementos del sistema permanezca idéntico. Douglas W. Rae (1977) nos advierte que se presta en general demasiada atención a los efectos de las fórmulas electorales, mientras que se da muy poca relevancia a los efectos de las magnitudes de circunscripción. Junto con el tamaño de la circunscripción, otras variables que influyen son el número de partidos competidores con peso efectivo y el tamaño de la asamblea representativa, el cual condiciona el número de escaños a asignar entre las circunscripciones. El grado de desproporcionalidad tiende a crecer cuando el tamaño de la asamblea de representantes disminuye. La desproporcionalidad de un sistema electoral puede aumentar cuando a unas circunscripciones les corresponden más escaños en relación con su volumen demográfico que a otras circunscripciones (Gallagher, 1991[cita requerida]). Esto sucede, por lo general, cuando hay sobrerrepresentación de las zonas rurales en detrimento de las zonas urbanas. La proporcionalidad se reflejará mejor cuando la distribución de escaños entre las circunscripciones se efectúa en función de la población y no en razón de criterios territoriales.
Casi siempre, las circunscripciones electorales son recíprocamente excluyentes, de forma que un elector forma parte de una sola circunscripción. Sin embargo, hay sistemas electorales que contemplan varios niveles de circunscripciones superpuestas, articulando un tipo de circunscripción en un nivel el cual se solapa sobre otro tipo de circunscripción situada en otro plano (Alemania, Islandia, Dinamarca, Suecia, Austria, Grecia, Bélgica, Noruega e Italia). Entonces, la asignación de escaños se realiza en dos o más fases sucesivas y en dos o más instancias distintas. Usualmente, hay dos niveles de circunscripciones (puede coexistir más de dos): aquel que contiene las circunscripciones de los diferentes territorios y aquel que consiste en una circunscripción única que se superpone sobre los de niveles inferiores y en el que se produce la segunda fase de distribución de escaños.
Las manipulaciones en el diseño de las circunscripciones son un hecho conocido; entre las posibilidades existentes, las más comunes son el reparto desigual de escaños/diputados y el gerrymandering. La técnica gerrymandering toma su nombre de Elbridge Gerry, gobernador de Massachusetts en 1812 y de la forma de salamandra que adoptó uno de los distritos del estado, con objeto de beneficiar a su Partido Republicano Jeffersoniano. La distritación tipo salamandra se puede construir mediante tres técnicas: concentrando el voto de la oposición en unos cuantos distritos para diluir su poder fuera de los distritos que contienen una arrolladora mayoría de votantes por la oposición; diluyendo el voto de la oposición entre muchos distritos previniendo que tenga el voto mayoritario en tantos distritos como sea posible; diseñando límites distritales abigarrados para hacer mayoritario el voto de grupos de ciudadanos distantes que de otra manera serían minoría.

## Minorías
Una magnitud grande de los distritos es un factor importante en la inclusión de las minorías.
Se sabe que la pluralidad (y otras elecciones con magnitudes distritales menores) limitan la representación de las minorías. John Stuart Mill había respaldado la representación proporcional (PR) y el VUT a mediados del siglo XIX precisamente para responder a esta deficiencia.
Con magnitudes de distrito más bajas, la única manera de incluir a las minorías demográficas dispersas por todo el país es obligar a los partidos a incluirlas. Estos son algunos grupos de población:
- Mujeres: algunas cuotas de género pueden obligar a los partidos registrados a mantener una determinada proporción de sexos entre los candidatos que presentan en distritos uninominales. Cuando se utilizan distritos plurianuales se pueden forzar listas partidarias reducidas o con equilibrio de género. Las cuotas de género también pueden ser una política interna, como la que utiliza en el Reino Unido el Partido Laborista desde 1995 (ver lista restringida exclusivamente de mujeres).
- Grupos étnicos:
  - En Singapur se utiliza un sistema de este tipo que requiere que un miembro del equipo (al menos) sea de una raza diferente a la de los demás. Éste es el sistema de las circunscripciones de representación del grupo numéricamente dominante (Circunscripción de Representación Grupal).
  - en los Estados Unidos de América, la Corte Suprema dictaminó que los distritos deberían trazarse para crear una cantidad de distritos de mayoría-minoría proporcional a la población minoritaria del área.[8] Este es un requisito implícito, no explícito, basado en la zonificación.
  - en Nueva Zelanda, los electorados maoríes [9][10] se han utilizado durante más de un siglo para que los votantes de origen maorí puedan elegir a sus propios parlamentarios; Contrariamente a la solución estadounidense, los electorados maoríes se superponen a los electorados genéricos. Y a diferencia de Estados Unidos, la distinción entre etnias es explícita.

Las grandes magnitudes de los distritos aumentan las posibilidades de que sean elegidos diversos sectores sociales y grupos minoritarios. Sin embargo, no es sinónimo de representación proporcional. El uso de la "votación por boleta general" impide que la representación de miembros múltiples del distrito sea mixta y equilibrada. Cuando en el distrito se utiliza la RP por lista, un método de RP por listas cerradas otorga a la maquinaria de cada partido, no a los votantes, el poder de organizar a los candidatos en la lista del partido. En este caso, un distrito de gran magnitud ayuda a las minorías sólo si la maquinaria partidaria de cualquier partido decide incluirlas. En un distrito plurinominal donde no se utiliza la votación general, existe un impulso natural para que un partido se abra a los votantes minoritarios, si tienen números suficientes para ser significativos, debido al entorno competitivo producido por el sistema electoral.